# Xiaodong
Xiaodong (kinesiska: 肖东, 肖东镇) är en köping i Kina. Den ligger i provinsen Zhejiang, i den östra delen av landet, omkring 94 kilometer öster om provinshuvudstaden Hangzhou.
Genomsnittlig årsnederbörd är 1 996 millimeter. Den regnigaste månaden är juni, med i genomsnitt 338 mm nederbörd, och den torraste är januari, med 70 mm nederbörd.